# Gianni Monteiro Lima
Gianni Filipe Medina da Mata, plus couramment appelé Gianni Monteiro Lima, né le 22 décembre 2001 au Luxembourg, est un footballeur luxembourgeois qui joue au poste de milieu de terrain au FC Rodange 91.

## Biographie

### FC Etzella Ettelbruck (2018-2020)
Formé au sein du club, la carrière du joueur débute au FC Etzella Ettelbruck en 2018.
Il est finaliste de la Coupe du Luxembourg en 2019 face au F91 Dudelange.

### FC Differdange 03 (2020-2024)
En 2020, il s'engage avec le FC Differdange 03.
Il remporte avec son club la Coupe du Luxembourg en 2023 ainsi que le championnat de BGL Ligue à l'issue de la saison 2023-2024,.

### FC Rodange 91 (depuis 2024)
En 2024, le joueur s'engage avec le FC Rodange 91, tout juste promu en BGL Ligue en signant un contrat d'un an avec une année en option en cas de maintien.

## Palmarès
| FC Etzella Ettelbruck :                  | FC Differdange 03 (2) :                                                                       |
| ---------------------------------------- | --------------------------------------------------------------------------------------------- |
| - Coupe du Luxembourg - Finaliste : 2019 | - BGL Ligue - Champion : 2024 - Vice-champion : 2022 - Coupe du Luxembourg - Vainqueur : 2023 |